# Miss Slovenije 2016
Miss Slovenije 2016 je bilo lepotno tekmovanje, ki je potekalo 8. septembra 2016 v ljubljanskem kopališču Atlantis.
Organizirala ga je Jelka Verk.
Lento miss osebnosti je predala Anita Ogulin, predsednica Zveze prijateljev mladine Moste-Polje.
Voditeljica je bila Jerneja Podbevšek Zhembrovskyy.

## Finale
- Zmagovalka, model Atlantisa in miss Slovenskih novic Maja Taradi, 26 let, Ljubljana
- 1. spremljevalka in miss osebnosti Alena Musić, 20 let, študentka, Velenje
- 2. spremljevalka Ana Kondić, maturantka, Kranj
- Miss spleta in obraz Hit Radia Center Urška Grčar
- Miss revije NOVA Sandra Zulić, študentka, Koper

Viri

### Glasbeniki
Nastopili so Manouche, Marko Vozelj, San Di Ego, Andraž Hribar, Saša Gačnik - Svarogov in Nuša Derenda.

### Žirija
Sestavljali so jo Anita Ogulin, Miha Rakar, Mojca Šimnic Šolinc in Nives Orešnik.

### Kritike
Glede na kritike naj bi prireditev v nekaj letih zaradi konkurence, recesije in pomanjkanja sponzorjev padla na nizko raven. Za voditeljico so izbrali napovedovalko lota, zmagovalke niso več dobile avta niti za enoletno vožnjo in na rdeči preprogi so se prikazali le še manj znani estradniki. Hostese so delile brošure pokrovitelja, na prizorišču pa je bilo vroče in zadušljivo.

## Miss sveta 2016
Svetovni izbor je bil 18. decembra v Washingtonu.